# Dasyuris phaeoxutha
Dasyuris phaeoxutha là một loài bướm đêm trong họ Geometridae.